# Семиківці
Семи́ківці — село в Україні, у Золотниківській сільській громаді Тернопільського району Тернопільської області.  Адміністративний центр колишньої Семиківської сільської ради (до 2015 року), якій підпорядковалось с. Підруда. У зв'язку з переселення жителів хутір Шкіндерівка виключений із облікових даних. Від вересня 2015 року ввійшло у склад Золотниківської сільської громади. Розташоване на річці Стрипа, у західній частині району.
Населення — 241 особи (2007).
Поблизу села є Семиківський гідрологічний заказник.

## Історія
Перша писемна згадка — 1678. Назва походить від словосполучення “сім кінців” – сім кінних опорних татарських військових залог. За переказами, у 15 ст. тут було військове поселення татарів. Семиківці належить до старих поселень, є відомості, що власник села на ім’я Петро з Дудієва продав містечко Семиківці у 1678 р. Львівському архієпископові Григорієві.
Упродовж 1678–1600 рр. Семиківці мали статус містечка. Згодом його знищили турки. 
1678 згадується як містечко, що належало Львівському архієпископству. 
В 1785 р. село нараховувало лише 54 будинки. 
1902 р. велика земельна власність належала Марії Літинській; цього ж року в селі споруджено римо-католицьку каплицю; зруйнована під час 1-ї світової війни.
1915 біля села відбулася Семиківська битва.
У 1920 році Клим Поліщук написав роман "Семиковецькі тіні" у якому йде розповідь про село та Січових Стрільців які загинули під час Семиківської битви.
Тут діяли товариство «Просвіта» та інші товариства.
З 1 серпня 1934 року адміністративний центр сільської гміни Семиківці, яка була утворена на основі давніших сільських гмін: Багатківці, Бенева, Ішків, Маловоди, Раковець, Росохуватець, Семиківці, Соснів, Воля Голухівська.
12 червня 2020 року, відповідно до розпорядження Кабінету Міністрів України № 724-р «Про визначення адміністративних центрів та затвердження територій територіальних громад Тернопільської області» увійшло до складу Золотниківської сільської громади.
19 липня 2020 року, в результаті адміністративно-територіальної реформи та ліквідації Теребовлянського району, село увійшло до складу Тернопільського району.

## Політика

### Парламентські вибори, 2019
На позачергових парламентських виборах 2019 року у селі функціонувала окрема виборча дільниця № 610865, розташована у приміщенні клубу.
Результати
- зареєстрований 161 виборець, явка 77,02%, найбільше голосів віддано за Всеукраїнське об'єднання «Батьківщина» — 24,19%, за «Слуга народу» — 21,77%, за «Європейська Солідарність» — 14,52%.[5] В одномандатному окрузі найбільше голосів отримав Володимир Бліхар (Всеукраїнське об'єднання «Батьківщина») — 30,08%, за Миколу Люшняка (самовисування) — 21,95%, за Аллу Стечишин (самовисування) — 16,26%[6].

## Населення

### Мова
Розподіл населення за рідною мовою за даними перепису 2001 року:
| Мова       | Кількість | Відсоток |
| ---------- | --------- | -------- |
| українська | 240       | 99.59%   |
| російська  | 1         | 0.41%    |
| Усього     | 241       | 100%     |

## Пам'ятки
Є церква святого Димитрія (перебудована з костьолу).
Споруджено пам'ятник воїнам-односельцям, полеглим у Другій світовій війні (1984, архітектор М. Ковальчук), насипано могилу УСС (1916, відновлено 1991).

## Соціальна сфера
Працюють клуб, бібліотека, ФАП, відділення зв'язку, ТзОВ «Семиківське», торговельний заклад.

## Галерея

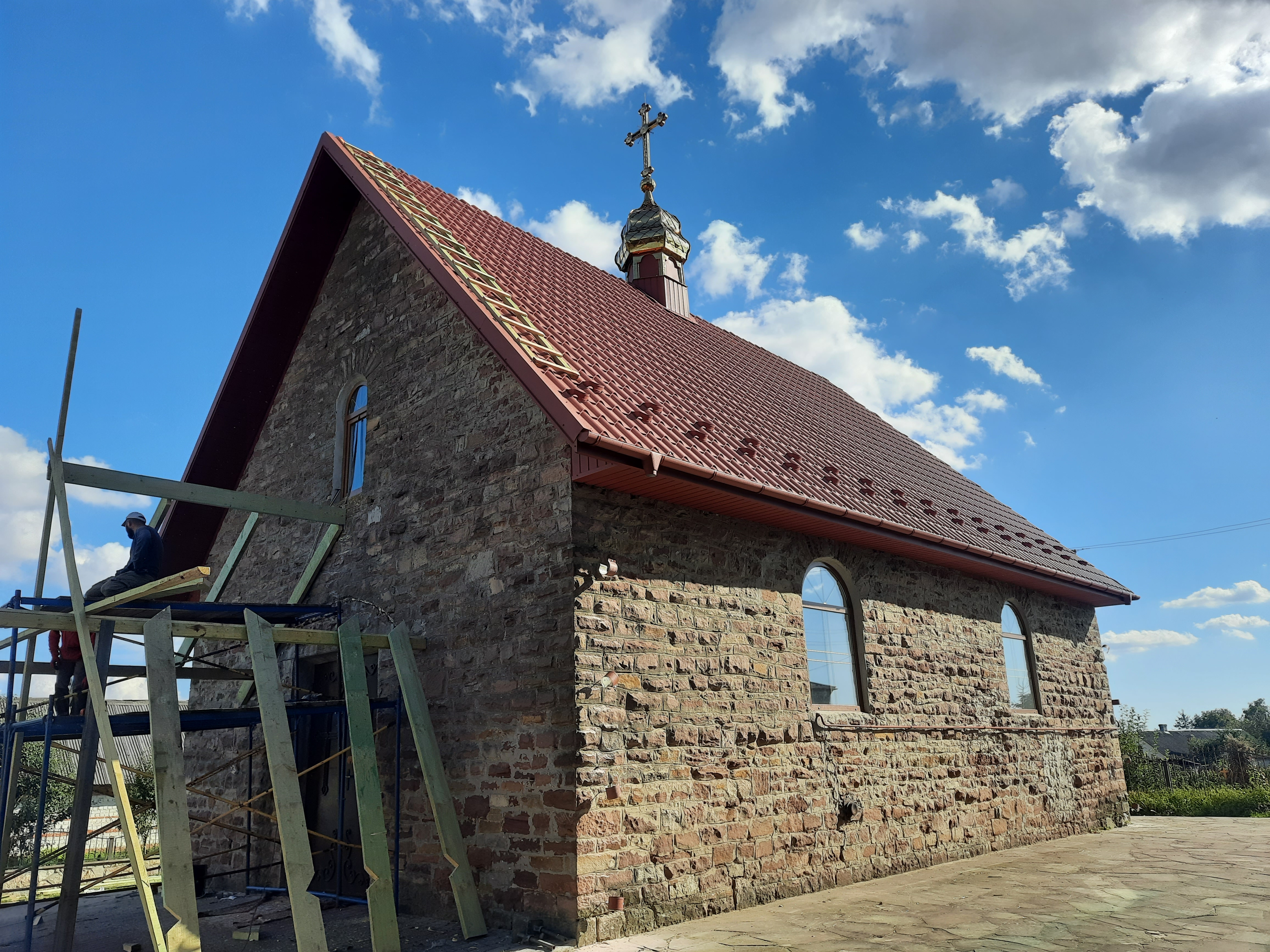
Церква Святого Димитрія
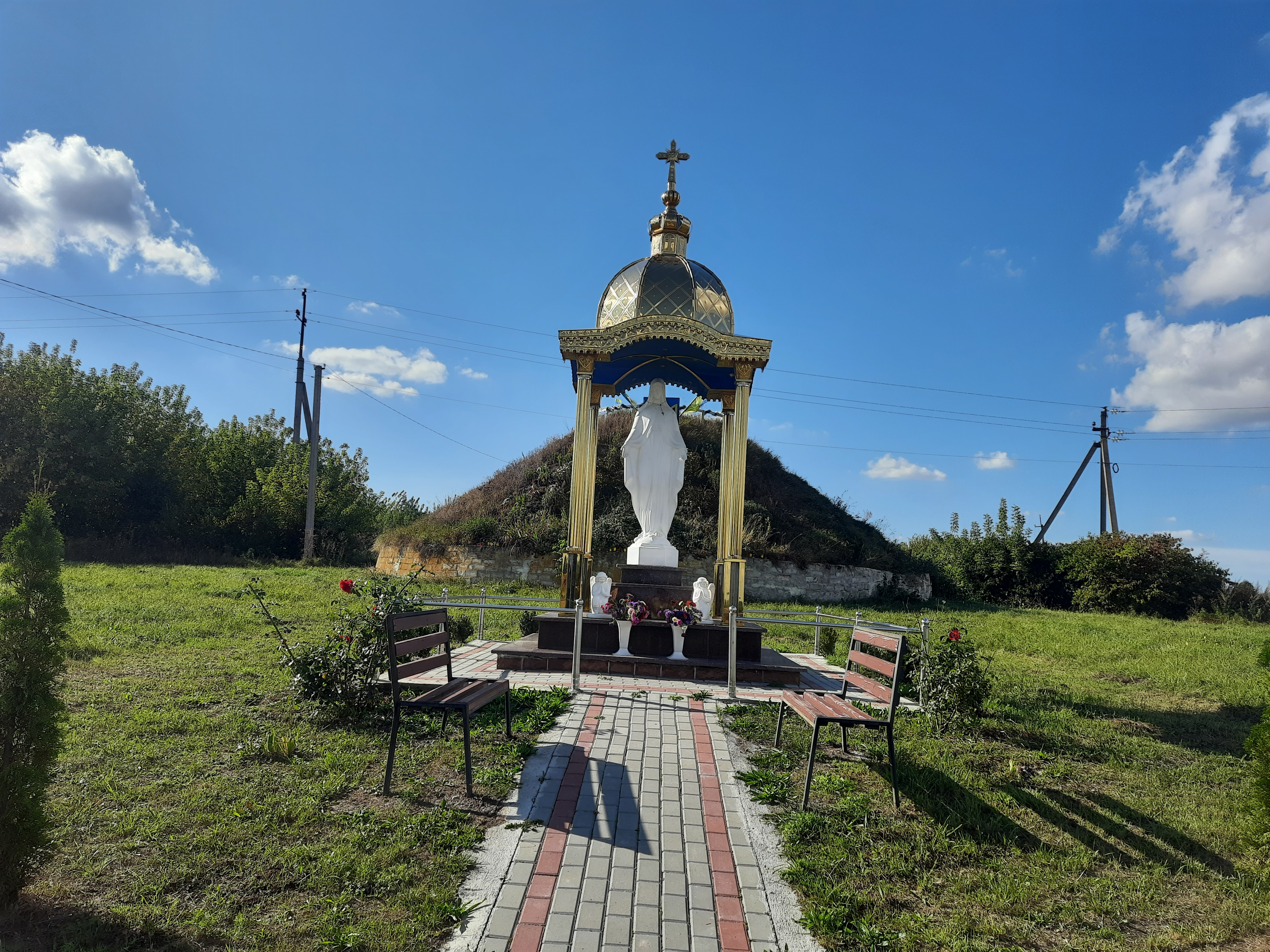
Статуя Божої Матері
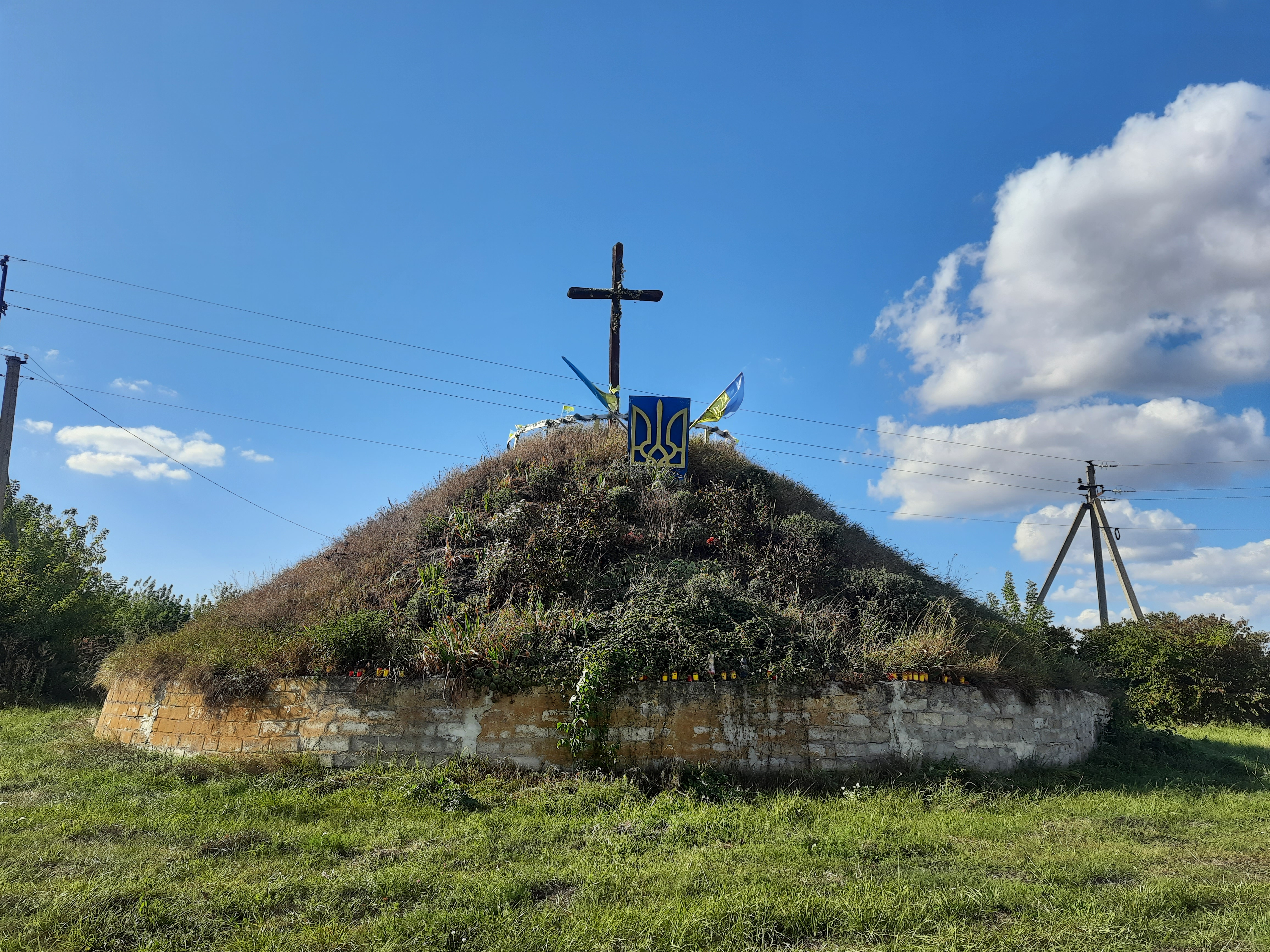
Символічна могила Борцям за волю України
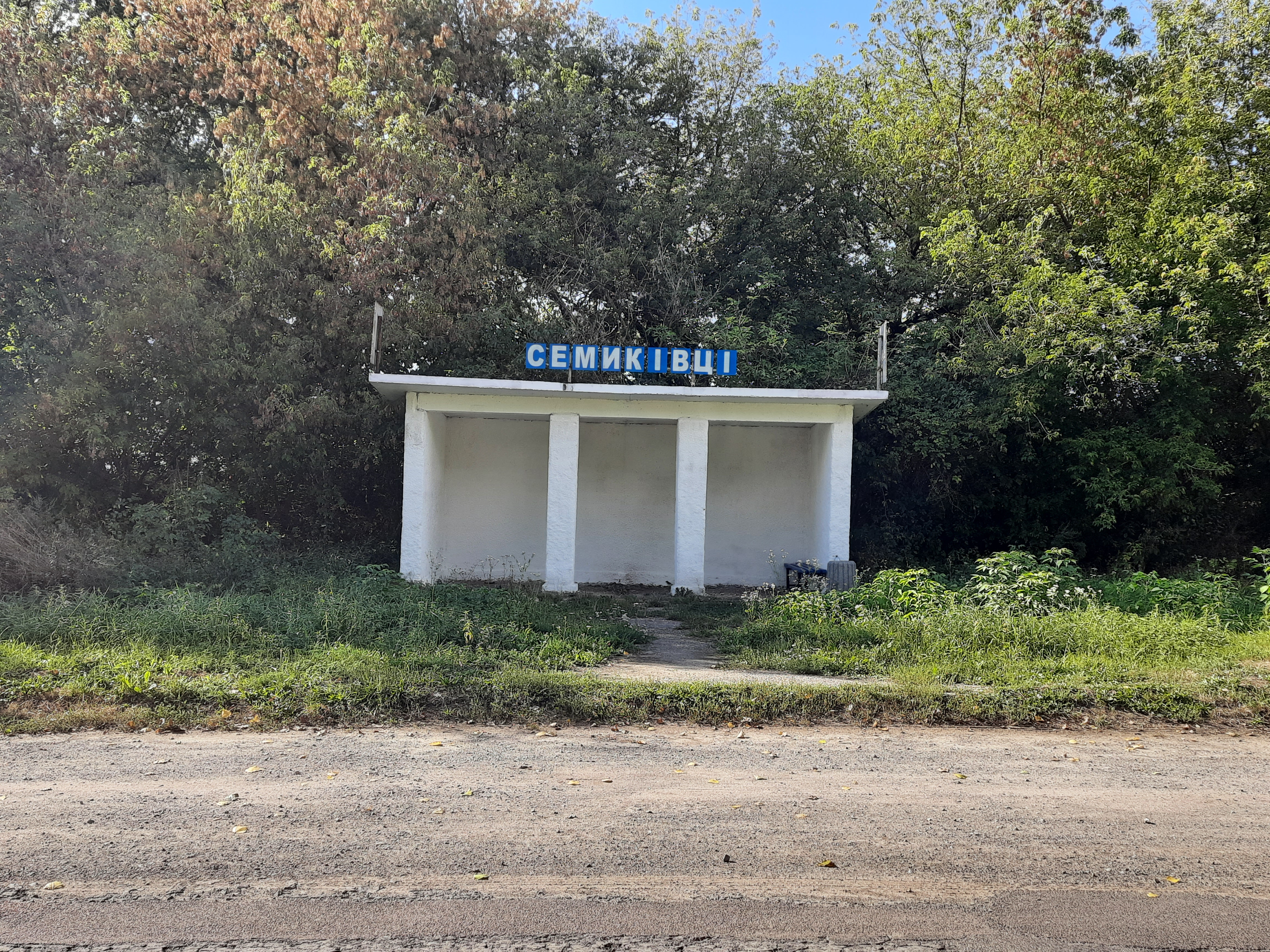
Автобусна зупинка
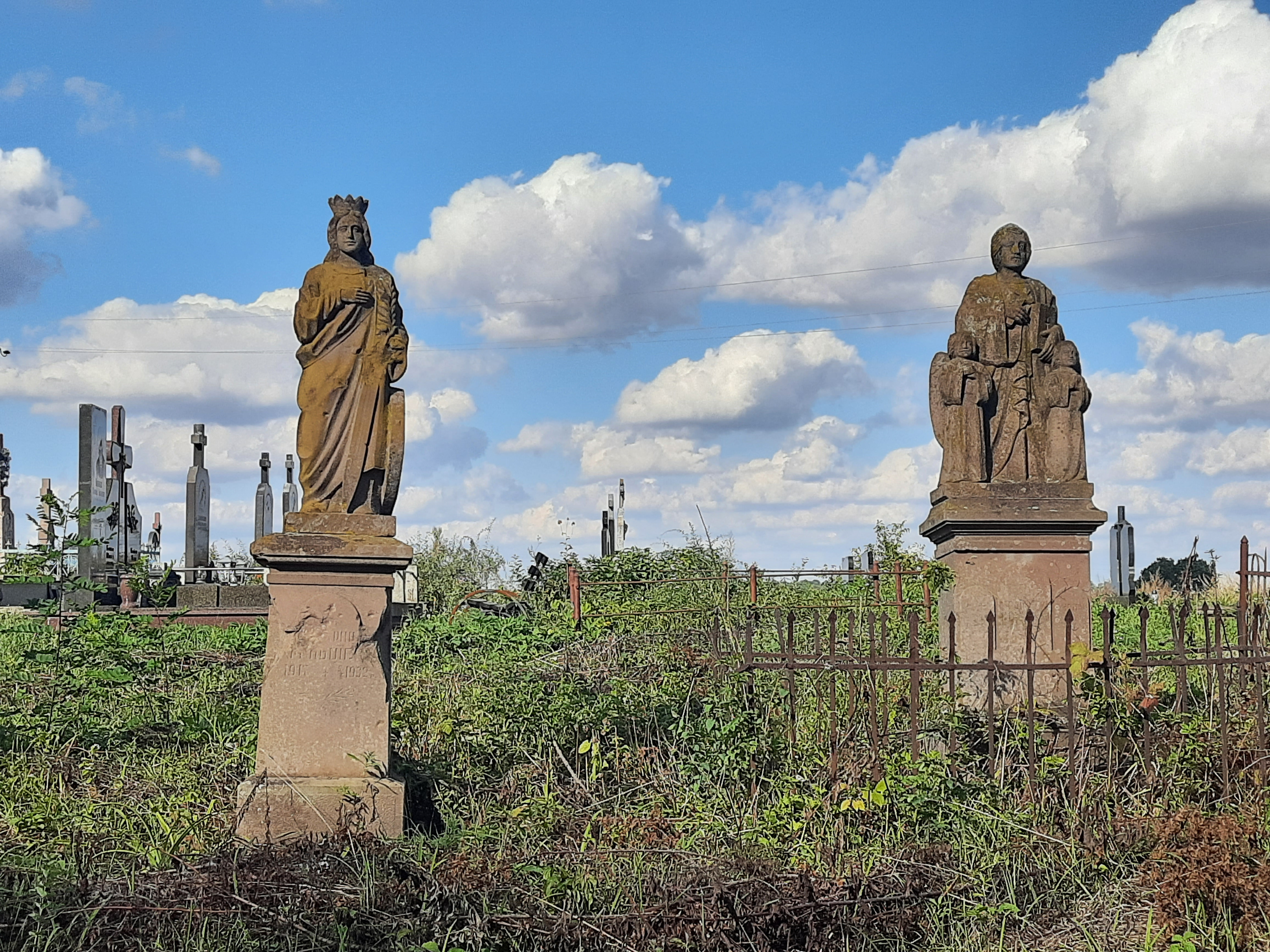
Старий цвинтар
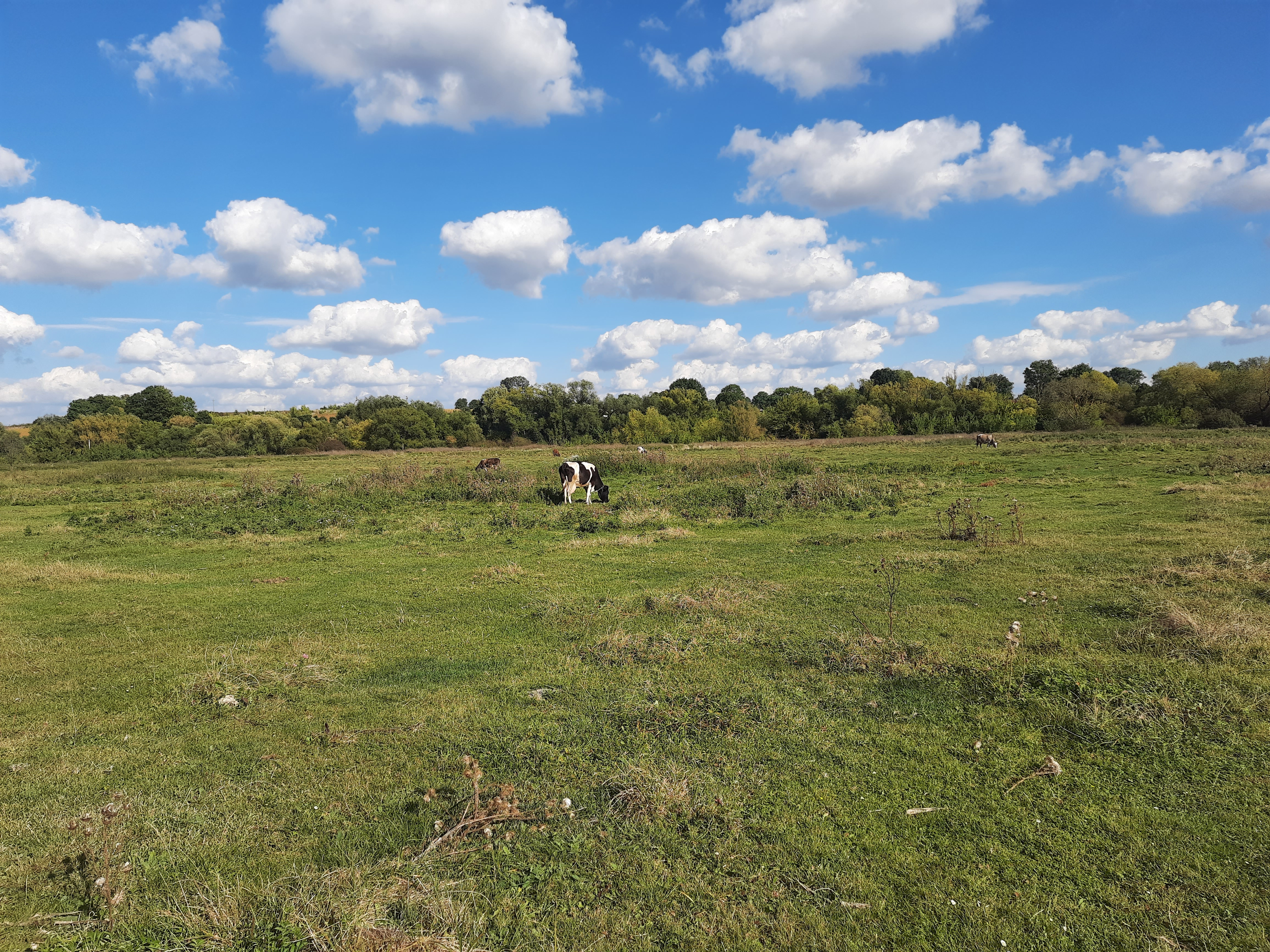
Краєвид біля села
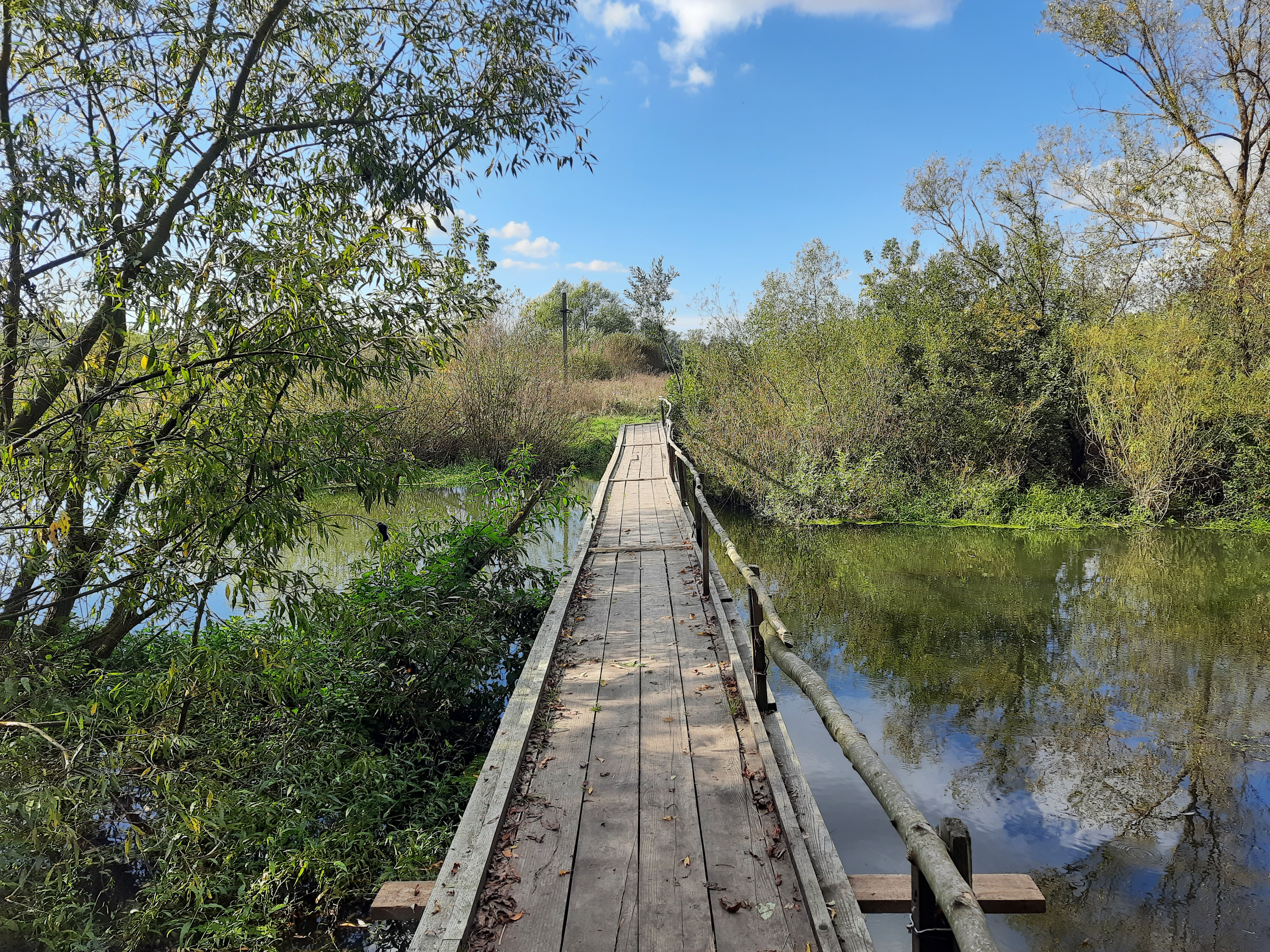
Кладка через річку Стрипа